# Helicia robusta
Helicia robusta là một loài thực vật có hoa trong họ Quắn hoa. Loài này được (Roxb.) R.Br. ex Blume miêu tả khoa học đầu tiên năm 1834.